# أليكسس أونيل
أليكسس أونيل (بالإنجليزية: Alexx O'Nell)‏ هو ممثل هندي وأمريكي، ولد في 26 يوليو 1980 بكونيتيكت في الولايات المتحدة.

## أعمال

### أفلام
- (2011) أورومي

## وصلات خارجية
- أليكسس أونيل على موقع IMDb (الإنجليزية)
- أليكسس أونيل على موقع قاعدة بيانات الفيلم (الإنجليزية)